# Línea 6 (TUVISA)
La Línea 6 de TUVISA de Vitoria une el oeste y el este de la ciudad mediante el centro de la misma. 

## Características
Esta línea conecta el Barrio de Zabalgana en el oeste de Vitoria con el de Arkaiate que se encuentra en la zona este de la ciudad. 
La línea entró en funcionamiento a finales de octubre de 2009, como todas las demás líneas de TUVISA, cuándo el mapa de transporte urbano en la ciudad fue modificado completamente. La línea inicialmente se denominaba 'Zabalgana-Salburua', pero con la ampliación al Barrio de Arkaiate en septiembre de 2012, pasó a denominarse de la manera actual. En febrero de 2015, modificó su recorrido en el Barrio de Zabalgana, para realizar una ruta de ida y vuelta por las Avenidas de los Derechos Humanos y Zabalgana, mientras que en 2017, se modificó la parte final del recorrido por Zabalgana, para hacer recorrido de ida y vuelta por el Bulevar de Mariturri.

### Frecuencias
| de lunes a viernes laborables |        |
| 5:40, 6:10, 6:30              |        |
| de 6:50 a 21:30               | 10 min |
| 21:50, 22:00                  |        |
| sábados laborables            |        |
| de 7:00 a 23:00               | 15 min |
| 7:10 desde Prado              |        |
| domingos y festivos           |        |
| de 8:00 a 22:00               | 20 min |
| 8:00 desde Prado              |        |
| laborables agosto             |        |
| 6:00                          |        |
| de 6:45 a 21:30               | 15 min |
| 22:00                         |        |

| de lunes a viernes laborables                           |        |
| 5:10, 6:20                                              |        |
| de 6:50 a 20:50                                         | 10 min |
| 21:10, 21:20, 21:30, 21:40, 21:50 Hasta Catedral, 22:00 |        |
| sábados laborables                                      |        |
| de 7:00 a 23:00                                         | 15 min |
| 7:10 desde Catedral                                     |        |
| domingos y festivos                                     |        |
| de 8:00 a 22:00                                         | 20 min |
| 8:00 desde Catedral                                     |        |
| laborables agosto                                       |        |
| 6:00                                                    |        |
| de 6:45 a 21:30                                         | 15 min |
| 22:00                                                   |        |

## Recorrido

### Recorrido de Ida
La Línea comienza su recorrido en el Bulevar de Mariturri, para girar a la derecha y acceder a Derechos Humanos. Gira a la izquierda por Avenida de Zabalgana, y tras girar a la derecha a Naciones Unidas y Etxezarra. Desde aquí entra a Castillo de Fontecha para girar a la izquierda hacia el Portal de Castilla. Accede a la Avenida de Gasteiz y después a la Calle Adriano VI. En la Plaza de Lovaina, la Línea entra en el centro de Vitoria por Calle Magdalena, Prado, Plaza de la Virgen Blanca, Mateo Moraza y Calle Olaguíbel. Esta última vía le lleva a desembocar en la Avenida de Judizmendi, donde tras girar a la derecha accede a la Avenida de Santiago y el Portal de Elorriaga. Ya en el Bulevar de Salburua, gira a la izquierda y entra al Paseo de la Ilíada, dónde se encuentra el final del recorrido de Ida, y la parada terminal.

### Recorrido de Vuelta
El recorrido comienza en la parada terminal de Arkaiate siguiendo por el Paseo de la Ilíada hasta girar a la derecha al Bulevar de Salburua. Aquí gira a la izquierda y accede a la Avenida de Bruselas dónde en un puente entra en la Calle Aragón, la cual abandona por la Avenida de Santiago. En la Calle Paz, la línea vuelve al centro de la ciudad y en esta ocasión pasa por la Calle Independencia, General Álava, Becerro de Bengoa y Cadena y Eleta (Catedral). Desde este punto accede a Mikaela Portilla y Portal de Castilla. Tras adentrarse en el Castillo de Fontecha, la línea gira a la izquierda a la Calle Etxezarra y Naciones Unidas. Tras haber girado de nuevo a la izquierda, se encuentra en la Avenida de Zabalgana, la que abandona girando a la derecha en Derechos Humanos. Tras un giro a izquierda la línea retorna a su punto inicial, la parada terminal del Bulevar de Mariturri.

### Barrios atendidos
Esta línea atiende los siguientes barrios y zonas de Vitoria.
- Zabalgana - Mariturri
- Zabalgana
- Ariznavarra
- Aranzabal
- Lovaina
- Casco Histórico
- Ensanche
- Desamparados
- Judimendi
- Santiago
- Arana
- Salburua
- Salburua - Arkaiate

## Paradas
| KBHFa |

| HST |

| HST |

| HST |

| HST |

| HST |

| HST |

| HST |

| HST |

| HST |

| HST |

| SBRÜCKE |

| HST |

| HST |

| HST |

| HST |

| HST |

| HST |

| HST |

| HST |

| STRo |

| HST |

| HST |

| HST |

| HST |

| HST |

| KBHFe |

| KBHFa |

| HST |

| HST |

| HST |

| HST |

| HST |

| HST |

| HST |

| HST |

| HST |

| HST |

| SBRÜCKE |

| HST |

| HST |

| HST |

| HST |

| HST |

| HST |

| HST |

| HST |

| STRo |

| HST |

| HST |

| HST |

| HST |

| HST |

| KBHFe |

| KBHFa |

| HST |

| HST |

| HST |

| HST |

| HST |

| HST |

| HST |

| HST |

| HST |

| HST |

| SBRÜCKE |

| HST |

| HST |

| HST |

| HST |

| HST |

| HST |

| HST |

| HST |

| STRo |

| HST |

| HST |

| HST |

| HST |

| HST |

| KBHFe |

| KBHFa |

| HST |

| HST |

| HST |

| HST |

| HST |

| HST |

| HST |

| HST |

| HST |

| HST |

| SBRÜCKE |

| HST |

| HST |

| HST |

| HST |

| HST |

| HST |

| HST |

| HST |

| STRo |

| HST |

| HST |

| HST |

| HST |

| HST |

| KBHFe |

| KBHFa |

| HST |

| HST |

| HST |

| HST |

| HST |

| STRo |

| HST |

| SBRÜCKE |

| STRo |

| HST |

| HST |

| HST |

| HST |

| HST |

| HST |

| SBRÜCKE |

| HST |

| HST |

| HST |

| HST |

| HST |

| HST |

| HST |

| HST |

| HST |

| KBHFe |

| KBHFa |

| HST |

| HST |

| HST |

| HST |

| HST |

| STRo |

| HST |

| SBRÜCKE |

| STRo |

| HST |

| HST |

| HST |

| HST |

| HST |

| HST |

| SBRÜCKE |

| HST |

| HST |

| HST |

| HST |

| HST |

| HST |

| HST |

| HST |

| HST |

| KBHFe |

| KBHFa |

| HST |

| HST |

| HST |

| HST |

| HST |

| STRo |

| HST |

| SBRÜCKE |

| STRo |

| HST |

| HST |

| HST |

| HST |

| HST |

| HST |

| SBRÜCKE |

| HST |

| HST |

| HST |

| HST |

| HST |

| HST |

| HST |

| HST |

| HST |

| KBHFe |

| KBHFa |

| HST |

| HST |

| HST |

| HST |

| HST |

| STRo |

| HST |

| SBRÜCKE |

| STRo |

| HST |

| HST |

| HST |

| HST |

| HST |

| HST |

| SBRÜCKE |

| HST |

| HST |

| HST |

| HST |

| HST |

| HST |

| HST |

| HST |

| HST |

| KBHFe |